# Hayley Fowler
Hayley J. Fowler ist Klimatologin an der Newcastle University.

## Werdegang
1996 erhielt Fowler den Philip Lake Prize an der Cambridge University, an der sie ihr Geographie auf Bachelor studierte. In Newcastle erreichte sie 1997 den Master im Bereich Water Resource Systems Engineering und wurde im Jahr 2000 im Bereich Civil Engineering promoviert. Fowler war dann wissenschaftliche Mitarbeiterin der Universität. Von 2006 bis 2010 war sie Postdoctoral Research Fellow des Natural Environment Research Council (NERC). Seit 2012 hat sie eine Professur für Climate Change Impacts an der School of Civil Engineering and Geosciences (CEG) der Universität Newcastle inne. 